# Huta Palędzka
Huta Palędzka – wieś w Polsce położona w województwie kujawsko-pomorskim, w powiecie mogileńskim, w gminie Mogilno.

## Podział administracyjny
W latach 1975–1998 miejscowość administracyjnie należała do województwa bydgoskiego.

## Demografia
Według Narodowego Spisu Powszechnego (III 2011 r.) liczyła 253 mieszkańców. Jest 23. co do wielkości miejscowością gminy Mogilno.

## Urodzeni w Hucie Palędzkiej
- Apolinary Jankowski – polski polityk i samorządowiec, prezydent Inowrocławia (1928-1939)[4].